# نظریه امضاها
نظریه امضاها (به انگلیسی: Doctrine of signatures) که سابقه‌اش به دوره دیوسکوریدس و جالینوس بازمی‌گردد، یک نظریه درمانی سنتی است مبنی بر اینکه گیاهان را بر اساس شباهتشان به اعضای مختلف بدن، می‌توان برای درمان آن اعضا به کار برد. توجیه الهیاتی این نظریه آن است که خداوند با ایجاد شباهت، به انسان می‌فهماند که کدام گیاهان برای او سودمند هستند.
این نظریه امروزه شبه‌علم محسوب می‌شود و باعث مرگ و بیماری بسیاری از افراد شده‌است.